# Elena Kössler
Elena Kössler (* 6. Mai 1999) ist eine österreichische Fußballspielerin.

## Karriere
Kössler begann das Fußballspielen in der Jugend des SV Haiming, für den sie bis 2019 in der Landesliga von Tirol der Frauen aktiv war. Nach einem Bachelor-Abschluss in Sport-, Kultur-, und Veranstaltungsmanagement an der FH Kufstein, folgte sie 2021 ihrem brasilianischen Lebensgefährten in dessen Heimat. Dort setzte sie ihre sportliche Laufbahn beim Coritiba FC fort, für den sie in der dritten brasilianischen Liga (Série-A3 2022) und in der Staatsmeisterschaft von Paraná auflief. In beiden Wettbewerben erzielte sie jeweils zwei Tore. Ihr erstes markierte sie in der Ligabegegnung gegen den Toledo EC am 11. Juni 2022 im Estádio Octávio Silvio Nicco in Curitiba. Zur Saison 2023 wechselte sie zum Ceará SC nach Fortaleza, mit dem sie in der ersten Liga (Série-A1 2023) spielen konnte. Im Spiel gegen Athletico Paranaense (2:4) am 29. April 2023 im Estádio Olímpico Horácio Domingos de Sousa von Horizonte erzielte dabei als erste gebürtige Europäerin ein Tor in der höchsten Spielklasse Brasiliens der Frauen.
Am 30. August 2023 wurde die Rückkehr Kösslers nach Österreich für ein Engagement beim SK Sturm Graz vertraglich besiegelt. Für den neuen Club debütierte sie in der Qualifikationsrunde der UEFA Women’s Champions League 2023/24 am 6. September 2023 gegen Twente Enschede.